# Solanum hypocalycosarcum
Solanum hypocalycosarcum är en potatisväxtart som beskrevs av Friedrich August Georg Bitter. Solanum hypocalycosarcum ingår i släktet skattor som ingår i familjen potatisväxter. IUCN kategoriserar arten globalt som nära hotad. Inga underarter finns listade i Catalogue of Life.